# De mallemolen
"De mallemolen" ("O Carrossel") foi a canção holandesa no Festival Eurovisão da Canção 1977, cantada em neerlandês por  Heddy Lester.
A referida canção tinha letra de Wim Hogenkamp, música de Frank Affolter e foi orquestrada por Harry van Hoof.
A canção compara a vida a um carrossel. Lester canta que o ponto mais importante da vida é tirarmos partido das oportunidades que nos dão, não interessa as dificuldades que elas exijam no momento.   
A canção neerlandesa foi a a terceira a ser interpretada na noite do evento, a seguir à canção monegasca e antes da canção austríaca Boom Boom Boomerang interpretada pelos Schmetterlinge. No final da votação, a canção holandesa recebeu 35 votos e classificou-se em 12.º lugar. 